# Шилутский аэродром
Шилутский аэродром — бывшая авиационная база, расположенная в 4 км к юго-востоку от центра города Шилуте, недалеко от села Армаленай. Сейчас на аэродроме базируется аэроклуб «Шилуте». В составе авиаклуба 12 двухместных планеров, 3 высококлассных планера, два 4-местных самолета «Вилга-35А» (ПЗЛ-104). Инфраструктура аэропорта позволяет принимать спортивные самолеты.

## История
Шилуте был одним из первых городов послевоенной Литвы, где начала развиваться спортивная авиация. Аэроклуб был основан здесь в 1957 году под руководством авиаконструктора Владаса Кенсгайлы. До 1960 года полеты проводились на лугу в южной части города. После переезда аэроклуба на заброшенный военный аэродром, созданный немцами под Армаленаем, в 1961 году, члены клуба построили административное здание с учебными классами и центром управления воздушным движением. Благодаря большим усилиям Кенсгайлы в 1974 году построен авиационный ангар с мастерскими и гаражами. Рядом был построен аэропорт гражданской авиации. На северной стороне аэродрома в 1970 г. построены асфальтобетонная взлетно-посадочная полоса, перрон и здание аэропорта. С лета этого года до 1978 г. действовала воздушная линия Шилуте-Таураге-Каунас-Вильнюс и обратно. Пассажиров доставляли на 12-местном самолете Ан-2 . Аэродром использовался самолетами и вертолетами транспортной, сельскохозяйственной и санитарной авиации. В 1991 году была основана авиационная эскадрилья «Шилуте», позже названная «Юоз Касперавичус», которая в 2006 г. была расформирована.

## Управление
Аэродром находится в ведении Добровольческих сил охраны края. Согласно договору пользования, с 2019 года он сдан в пятилетнюю аренду ассоциации «Шилутский аэроклуб».